# Acacia homaloclada
Acacia homaloclada — вид квіткових рослин з родини бобових. Ареал: Австралія (Квінсленд).

## Середовище
Росте на піщаних ґрунтах переважно вздовж струмків у евкаліптових лісах, в екосистемі тропічних лісів Квінсленда.

## Біоморфологічна характеристика
Ця акація є кущем до 5 метрів заввишки і цвіте з листопада по грудень. Гілочки сплюснуті до кінцівок з рожевими новими пагонами. Тонкі та вічнозелені філодії мають ланцетну або вузьку еліптичну форму у довжину від 6 до 12 см і вшир від 9 до 20 мм і мають три видатні поздовжні головні жилки з кількома малими нервами. Квітки жовті.